# 並木瑠璃
並木 瑠璃（なみき るり、1997年6月9日 - ）は、日本のシンガーソングライター、ギタリスト、女優。神奈川県伊勢原市出身。フリーランスで活動中。

## 来歴
TBSテレビ『さんまのSUPERからくりTV』の「からくり熱中少年物語」に天才ギター少女として出演、2008年10月1日、11歳で「学園天国」のカバーでデビュー。同年11月、富士スピードウェイで開催のSUPER GT最終戦で国歌をギターで演奏。
2009年、小栗旬主演映画『クローズZERO II』のサウンドトラックに楽曲参加。他、NHK大河ドラマ『天地人』出演。その後は学業を優先した生活を送る。2015年、miwaのライブツアー『miwa spring concert 2015 "ONENESS"』最終公演（6月15日）で客演などを行う。
2016年 明治大学文学部文芸メディア専攻に入学。学業優先、軽音サークル『SoundCity』で音楽活動。自身で作詞・作曲・編曲を行う。2020年3月、自身のInstagramで大学卒業報告。
2020年1月17日公開の日本映画「mellow」の主題歌を担当。作詞・作曲・編曲した『花になる』を配信リリース。
2021年7月、島村楽器のオリジナルギターブランド「HISTORY」の新シリーズ・HISTORYスタンダードのサウンド・チェック動画にギタリストとして出演。
現在、作詞家・作曲家・ギタリストとして楽曲提供を中心に活動。
2024年1月1日にユニット「Kiko」を結成。同月17日に1st digital single 「もしも」をリリースした。

## 出演番組

### バラエティ
- さんまのSUPERからくりTV（TBSテレビ）

### ドラマ
- 天地人（NHK総合、2009年1月～11月） - お船の幼少役、直江兼続の次女　お梅

## 音楽
- 学園天国（2008年10月1日）[1]
- 東宝系映画『クローズZEROⅡ』オリジナルサウンドトラック「Heartbreak」（2009年）

- 花になる（2020年1月）

### 楽曲提供
- KEIKO「Be yourself」作詞

　　　　　「茜」作詞
- SNH48 「十字路口」作曲

　　　　　 「Mirror」共作曲
　　　　 　「Freedom Light 」共作曲
　　　　    「消逝的光」共作曲
「旗帜」共作曲
- つぼみ大革命 「まじモテんわ」ギター担当